# Triggerpunkter
Triggerpunkter är ett inte helt erkänt begrepp för ömma punkter i musklerna. En triggerpunkt anses vara belägen längs ett stramt band eller muskelknuta i muskeln som kan kännas vid palpation. Vid tryck på punkten uppstår en skarp, utstrålande smärta som har ett karaktäristiskt smärtutstrålningsmönster. Triggerpunkter har fått sitt namn av att de är små som ”punkter” och av att smärtan utlöses, triggas när man trycker på det ömma stället.
I en koncensusstudie från 2017 enades 60 forskare från 12 länder om diagnostiska kriterier för triggerpunkter. Tillförlitligheten hos dessa diagnostiska kriterier har dock inte testats i vetenskapliga studier. Vetenskapliga tester av tidigare diagnostiska kriterier för triggerpunkter har visat att dessa är otillförlitliga.

## Historik
Begreppet triggerpunkt lanserades 1942 av den amerikanska läkaren Janet Travell, som ansåg att triggerpunkter var en vanlig orsak till kronisk muskelsmärta. Hon införde diagnosen Myofasciellt Smärtsyndrom som benämning på ett smärttillstånd orsakat av triggerpunkter. Tillsammans med professor David Simons skrev Travell det omfångsrika verket Myofascial pain and dysfunction: The trigger point manual där forskning och observationer kring triggerpunkter sammanfattades. Verket blev mycket uppmärksammat och kom att bli tongivande för ett paradigm inom smärt- och rehabiliteringsmedicinen som söker förklara kroniska smärttillstånd i musklerna utifrån triggerpunktskonceptet.
Hypotesen om triggerpunkter har dock förblivit kontroversiell framförallt på grund av svårigheter att objektivt mäta triggerpunkter och därmed relaterade fenomen. På senare tid har vissa experter hävdat att triggerpunktshypotesen har bekräftats i vetenskapliga studier, medan andra experter menar att hypotesen helt saknar vetenskaplig grund. Detta har lett till en polariserad debatt om triggerpunkter både i och utanför den vetenskapliga litteraturen. Stor oenighet råder idag inom den medicinska vetenskapen beträffande triggerpunkter.

## Förklaringsmodeller
Enligt sin tids vetenskapliga normer tillämpade Janet Travell konsekvent ett deskriptivt tillvägagångssätt i sin forskning och hennes triggerpunktskoncept var helt baserat på kliniska observationer. Hon framförde ingen vetenskaplig hypotes om de patofysiologiska mekanismerna bakom triggerpunkter. På 1970-talet inledde hon ett samarbete med läkaren David Simons som  försökte att finna en vetenskaplig förklaring till triggerpunktsfenomenet. I syfte att utreda triggerpunkters histopatologi utförde Simons 1976 en biopsistudie på hundar. I vävnadsproverna, som enligt Simons kom från ”muskelknutor” fann man segment av muskelfibrer som fastnat i ett kontraherat läge. Ett fåtal studier hade också rapporterat om en ökad elektrisk aktivitet i triggerpunkter, uppmätt med EMG.
På grundval av dessa studier formulerade Simons sin ”integrerade triggerpunktshypotes” som publicerades i den första upplagan av Myofascial pain and Dysfunction: The trigger point manual. 
Den integrerade triggerpunktshypotesen postulerar följande: En triggerpunkt är ett område i en muskels ändplattezon där det finns defekta motorändplattor som spontant frisätter acetylkolin. Detta leder till en ihållande kontraktion av de sarkomerer som befinner sig närmast under ändplattan. Den bestående kontraktionen i dessa cellsegment orsakar en lokal energibrist i muskelcellen. Cellen reagerar genom att frisätta diverse algogena substanser som stimulerar lokala nociceptorer.
2004 publicerade neurologen Robert D Gerwin och hans medarbetare en utökad och mer detaljerad version av Den integrerade triggerpunktshypotesen. I en uppmärksammad artikel från 2016 hävdade reumatologen John Quintner och hans medarbetare att det helt saknas belägg för hypotesen. De framförde istället uppfattningen att det är mer troligt att de kliniska manifestationerna av triggerpunkter orsakas av perifera eller centrala neurofysiologiska mekanismer  Några vetenskapliga belägg för denna uppfattning har dock inte lagts fram och Quintners artikel har anklagats för att var partisk och ovetenskaplig.
De senaste åren har det kommit flera studier som är relevanta för utvärderingen av Den integrerade triggerpunktshypotesen. Bland annat har man funnit att koncentrationen av algogena substanser är signifikant högre i triggerpunkter jämfört med i normal muskelvävnad. Man har även kunnat visa upp mikroskopibilder av samma typ av segmentellt kontraherade muskelfibrer som ursprungligen rapporterades av Simons. De forskarlag som utfört dessa studier har tolkat detta som en bekräftelse av hypotesen. I en studie fick man dock fram motsägelsefulla resultat och forskargruppen, ledd av neurologen Robert D. Gerwin har varnat för att det är för tidigt att dra någon definitiv slutsats beträffande Den integrerade triggerpunktshypotesen.

## Behandling
Behandlingar mot triggerpunkter är vanliga världen över, både inom den etablerade medicinen och inom alternativmedicinen. Effekten av behandlingarna har dock inte kunnat säkerställas i vetenskapliga studier.
Behandlingar som föreslagits mot triggerpunkter är:
- Injektioner (botox, steroider, koksalt, lokalanestetika)
- Dry needling
- Akupunktur
- Ischemiskt tryck
- Muskelaktivering och stretching
- Kylspray och stretching